# ادوارد جی واتس
ادوارد جی واتس (به انگلیسی: Edward Jay Watts) (زاده ۱ مارس ۱۹۷۵) استاد تاریخ در دانشگاه کالیفرنیا، سن دیگو است.

## زندگی
وی دکترای تاریخ خود را در سال ۲۰۰۲ از دانشگاه ییل دریافت کرد. او به عنوان استاد تاریخ در دانشگاه کالیفرنیا، سن دیگو تدریس می‌کند. علایق تحقیقاتی او بر تاریخ فکری و مذهبی امپراتوری روم و امپراتوری بیزانس اولیه متمرکز است.

## کتاب‌ها
- شهر و مدرسه در آتن و اسکندریه باستانی متاخر. برکلی ۲۰۰۶، ISBN 0-520-24421-4.
- شورش در اسکندریه، سنت و پویایی گروه در جوامع پاگانیسم و مسیحی متاخر. برکلی ۲۰۱۰، ISBN 978-0-520-26207-2.
- آخرین نسل پاگان‌ها. Oakland 2015, ISBN 0-520-28370-8.
- هیپاتیا، زندگی و افسانه یک فیلسوف باستانی. نیویورک ۲۰۱۷، ISBN 978-0-19-021003-8.